# Cannonball!
Ne doit pas être confondu avec L'Équipée du Cannonball.
Pour les articles homonymes, voir Cannonball.
Pour plus de détails, voir Fiche technique et Distribution.
Cannonball! est un film américano-hongkongais réalisé par Paul Bartel et sorti en 1976. Il s'inspire de la course illégale du même nom.

## Synopsis
Plusieurs hommes se lancent dans le Trans-America Grand Prix. Cette course de voitures illégale, d'une violence extrême, relie la côte ouest (jetée de Santa Monica) à la côte est (New York). Récemment libéré de prison, où il purgeait une peine pour avoir tué une fille alors qu'il conduisait en état d'ébriété, le pilote Coy « Cannonball » Buckman espère gagner la course pour relancer sa carrière. L'écurie Modern Motors a promis un contrat à lui ou à son rival Cade Redman, en cas de victoire. En plus des terribles concurrents, Coy va devoir gérer son agent de libération conditionnelle, Linda Maxwell, avec qui il a une liaison.

## Fiche technique
- Titre original : Cannonball!
- Titre français :  Cannonball[1]
- Titre britannique : Carquake
- Réalisation : Paul Bartel
- Scénario : Paul Bartel et Don Simpson
- Musique : David A. Axelrod
- Photographie : Tak Fujimoto
- Montage : Morton Tubor (en)
- Décors : Michel Levesque (de)
- Costumes : Cheryl Beasley Blackwell
- Production : Gustave M. Berne, Samuel W. Gelfman et Run Run Shaw
- Sociétés de production : New World Pictures, Shaw Brothers, Cross Country Productions et Harbor Productions
- Distribution : New World Pictures (États-Unis), Planfilm (France), International Film Distributors (Canada)
- Pays de production :  États-Unis,  Hong Kong
- Format : Couleurs - 1,66:1 - Mono - 35 mm
- Genre : action, comédie dramatique, road movie
- Durée : 93 minutes
- Dates de sortie :
  - États-Unis : 6 juillet 1976
  - France :  15 juin 1977
- Interdit aux moins de 16 ans lors de sa sortie en salles en France

## Distribution
- David Carradine : Coy « Cannonball » Buckman
- Bill McKinney : Cade Redman
- Veronica Hamel : Linda Maxwell
- Gerrit Graham : Perman Waters
- Robert Carradine : Jim Crandell
- Belinda Balaski : Maryann
- Judy Canova : Sharma Capri
- Archie Hahn (en) : Zippo Friedman
- Carl Gottlieb : Terry McMillan
- Mary Woronov : Sandy Harris, l'une des filles du van
- Diane Lee Hart : Wendy, l'une des filles du van
- Glynn Rubin : Ginny, l'une des filles du van
- James Keach : Wolf Messer
- Dick Miller : Bennie Buckman
- Stanley Bennett Clay : Beutell
- Martin Scorsese : un mafieux (caméo)
- Roger Corman : le District Attorney
- Don Simpson  : l'assistant du District Attorney
- Sylvester Stallone : un mafieux (caméo)

## Production
De même que le réalisateur et le scénariste qui apparaissent respectivement dans les rôles de Lester Marks et l'assistant du représentant du ministère public, lui-même interprété par le producteur Roger Corman, plusieurs personnalités du cinéma font de petits caméos, tels que  Sylvester Stallone et Martin Scorsese dans le rôle de deux mafiosi ou Joe Dante dans celui de Kid.
Le tournage s'est déroulé à La Crescenta, Los Angeles, New York et Santa Monica.

## Novélisation
Tout comme pour L'Équipée du Cannonball (1981), le film fut novélisé par Michael Avallone.

## Commentaires
Le surnom de pilote Cannonball est à l'origine celui d'Erwin Baker. Après ce film, le sujet de la course Cannonball sera utilisé dans d'autres films : L'Équipée du Cannonball (1981) et ses suites Cannonball 2 et Cannonball 3.